# دتریت (اورگن)
دتریت (به انگلیسی: Detroit) شهری در شهرستان گرنت ایالت اورگن است و در سرشماری سال ۲۰۱۱ میلادی، ۱۹۹ نفر جمعیت داشته که نسبت به سال ۲۰۱۰، ۱٫۴۹ درصد رشد جمعیت داشته‌است.

## موقعیت جغرافیایی
موقعیت جغرافیایی شهرها و مناطق اطراف به شرح زیر است: